# Eugen Helimski
Eugen A. Helimski (russisch Евге́ний Арно́льдович Хели́мский, Jewgeni Arnoldowitsch Chelimski, auch Evgenij A. Chelimskij transkribiert; * 15. März 1950 in Odessa, Ukrainische SSR, Sowjetunion; † 25. Dezember 2007 in Hamburg, Deutschland) war ein sowjetischer und russischer Linguist und Sprachforscher, der in seinen letzten Jahren in Hamburg (Deutschland) arbeitete.

## Leben

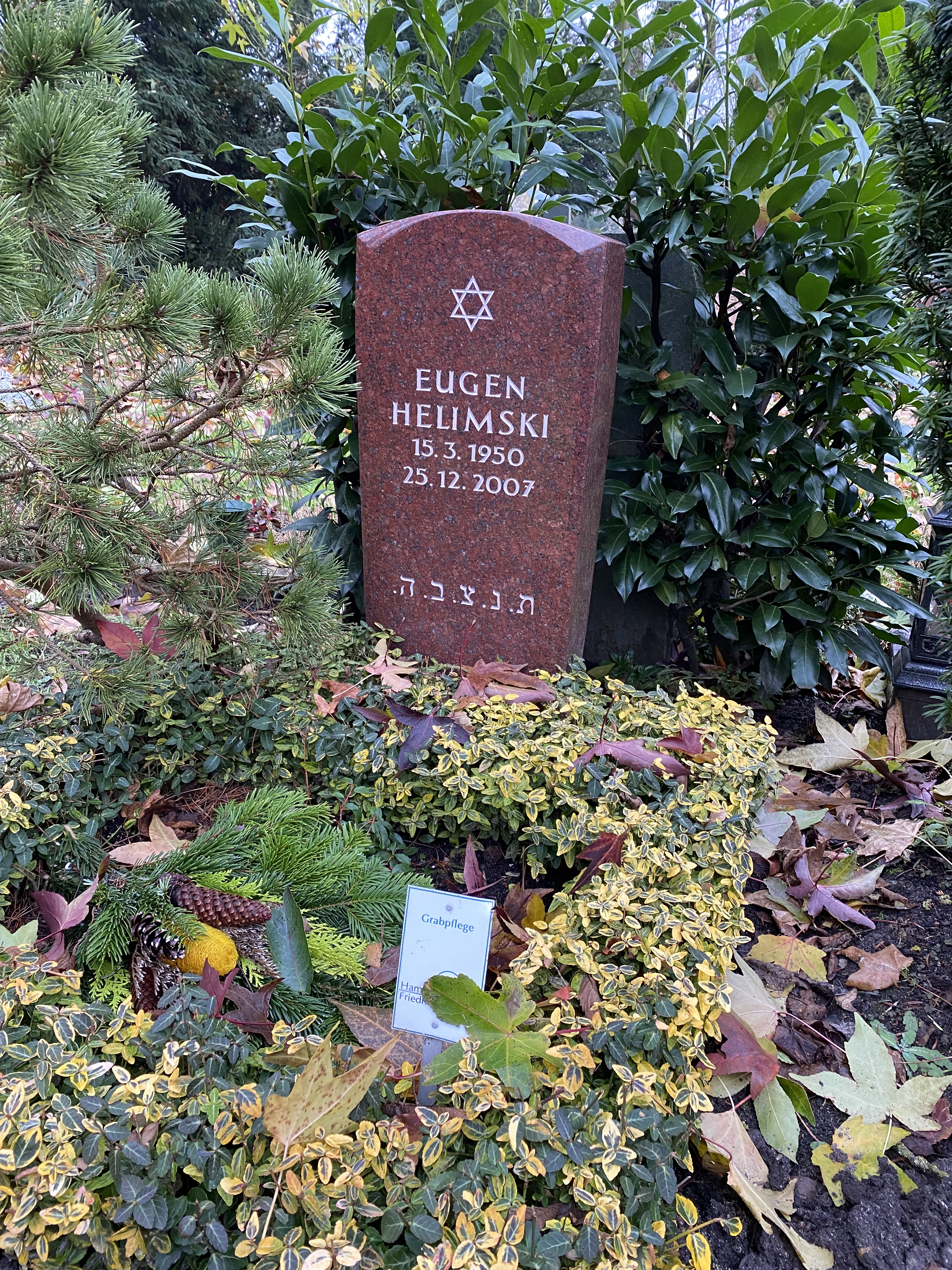
Grabstätte Eugen Helimski auf dem Friedhof Ohlsdorf

Eugen Helimski studierte am Fachbereich Theoretische und Angewandte Linguistik der Lomonossow-Universität Moskau und wurde 1979 im Fach Finnisch-ugrische Sprachen promoviert (Cand. Sc.); 1988 habilitierte er (Dr. Sc.). Von 1978 bis 1997 war er Wissenschaftlicher Mitarbeiter der Sowjetischen bzw. Russischen Akademie der Wissenschaften in Moskau. 1992 wurde er zum Professor an der Russischen Staatlichen Geisteswissenschaftlichen Universität in Moskau ernannt. Er war Gastprofessor an der Eötvös-Loránd-Universität (ELTE) Budapest (1994–1995), an der Freien Universität Berlin (1995), an der Humboldt-Universität zu Berlin und an der Jagiellonen-Universität Krakau (1997–1998).
1998 erhielt er einen Ruf auf die Professur für Finnougristik und Uralistik am Fachbereich Sprach-, Literatur- und Medienwissenschaften der Universität Hamburg; er war zudem Direktor des Instituts für Finnougristik/Uralistik.
Eugen Helimski verstarb im Alter von 57 Jahren und wurde auf dem Hamburger Friedhof Ohlsdorf beigesetzt. Die Grabstätte liegt im Planquadrat J 31 südlich von Kapelle 10.

## Wirken
Sein Hauptforschungsgebiet waren die finnisch-ugrischen Sprachen sowie die samojedischen Sprachen und Völker. Er galt als einer der angesehensten Linguisten und Sozial-Anthropologen für nordische Sprachen und indigene Kulturen Sibiriens. Er war Autor einiger hundert wissenschaftlicher Werke, mit mehr als 20 Monographien, etwa 200 Journalbeiträgen und zahlreichen Rezensionen sowie enzyklopädischen Einträgen.